# Andersonia
- Commons
- Wikispecies

Andersonia R.Br.  é um género botânico pertencente à família Ericaceae.

## Sinonímia
- Gaertnera Lam.

## Espécies
- Andersonia aristata Lindl.
- Andersonia auriculata L.Watson
- Andersonia axilliflora Domin
- Andersonia barbata L.Watson
- Andersonia bifida L.Watson
- Andersonia brachyanthera (F.Muell.) Benth.
- Lista completa